# Bay Football Club
Il Bay Football Club, solitamente indicato nella sua forma contratta Bay FC, è una società calcistica di calcio femminile professionistico statunitense con sede a San Jose, nello stato federato della California. Dalla stagione 2024 la squadra è iscritta alla National Women's Soccer League (NWSL), e gioca le partite casalinghe presso il PayPal Park, impianto da 18 000 posti che condivide con il San Jose Earthquakes della Major League Soccer (MLS).
Il gruppo proprietario, guidato dalla società di investimenti Sixth Street Partners e da quattro ex giocatrici della nazionale femminile statunitense, ha ottenuto una franchigia di espansione il 4 aprile 2023. Si tratta della prima squadra di calcio femminile professionistica con sede nella San Francisco Bay Area dopo i San Jose CyberRays e l'FC Gold Pride, che militavano entrambi in campionati precedenti. L'amministratore delegato della Sixth Street Alan Waxman e l'ex giocatrice della nazionale Aly Wagner sono stati nominati co-presidenti del club. Il nome della squadra, Bay FC, e il logo sono stati annunciati il 1º giugno 2023.

## Strutture

### Stadio
All'annuncio della sua istituzione il Bay FC non ha inizialmente reso noto quale fosse lo stadio permanente dove avrebbe giocato le partite casalinghe, suscitando di conseguenza l'interesse di diverse città della Bay Area che volevano ospitare la squadra. Si ipotizzò che il PayPal Park di San Jose, sede dei San Jose Earthquakes della MLS, possa essere la loro sede temporanea. Uno stadio separato per il Bay FC venne proposto dal Government of San Francisco in diversi siti, tra cui il Pier 70 e il centro commerciale Westfield San Francisco Centre.
Il 21 luglio 2023, la squadra ha annunciato di aver firmato un accordo quinquennale per giocare al PayPal Park mentre progettava la costruzione del proprio stadio. Una nuova struttura di 330 m² (3 600 ft²) presso lo stadio ospiterebbe gli spogliatoi e gli uffici della squadra. L'amministratore delegato del Bay FC, Brady Stewart, ha anche suggerito che alcune partite della squadra potrebbero essere giocate in altri stadi per rendere la squadra più accessibile al di fuori della South Bay.

## Organico

### Rosa 2024
Rosa, ruoli e numeri di maglia come da sito ufficiale, aggiornati al 10 febbraio 2024.
| N. |                        | Ruolo | Calciatrice       |
| -- | ---------------------- | ----- | ----------------- |
|    | Stati Uniti (bandiera) | C     | Joelle Anderson   |
|    | Stati Uniti (bandiera) | C     | Dorian Bailey     |
|    | Scozia (bandiera)      | D     | Jen Beattie       |
|    | Stati Uniti (bandiera) | C     | Tess Boade        |
|    | Messico (bandiera)     | A     | Scarlett Camberos |
|    | Venezuela (bandiera)   | C     | Deyna Castellanos |
|    | Stati Uniti (bandiera) | A     | Caroline Conti    |
|    | Stati Uniti (bandiera) | C     | Maya Doms         |
|    | Stati Uniti (bandiera) | D     | Caprice Dydasco   |
|    | Stati Uniti (bandiera) | A     | Rachel Hill       |
|    | Stati Uniti (bandiera) | D     | Savy King         |
|    | Stati Uniti (bandiera) | D     | Alex Loera        |

| N. |                        | Ruolo | Calciatrice     |
| -- | ---------------------- | ----- | --------------- |
|    | Stati Uniti (bandiera) | P     | Melissa Lowder  |
|    | Stati Uniti (bandiera) | D     | Alyssa Malonson |
|    | Ghana (bandiera)       | A     | Princess Marfo  |
|    | Stati Uniti (bandiera) | D     | Emily Menges    |
|    | Nigeria (bandiera)     | A     | Asisat Oshoala  |
|    | Stati Uniti (bandiera) | D     | Kiki Pickett    |
|    | Canada (bandiera)      | P     | Lysianne Proulx |
|    | Stati Uniti (bandiera) | P     | Katelyn Rowland |
|    | Stati Uniti (bandiera) | D     | Kayla Sharples  |
|    | Stati Uniti (bandiera) | C     | Jamie Shepherd  |
|    | Tonga (bandiera)       | D     | Laveni Vaka     |